# St Clair (Penrith City)
St Clair ist ein Ort in New South Wales, Australien, der zur Local Government Area (LGA) Penrith City gehört.

## Geographie
St Clair ist Teil der Metropolregion Sydney und ist etwa 40 Kilometwer westlich vom Stadtzentrum. Die Stadt Penrith liegt rund zehn Kilometer weiter westlich.
Im Norden von St Clair verläuft der Western Motorway M4. Im Westen respektive Osten wird der Ort von der Mamre Road und der Erskine Park Road begrenzt, auf deren anderer Seite sich der Vorort Erskine Park befindet. Mit 2770 Einwohnern/km² ist der Ort dicht besiedelt.
St Clair ist heute ein überwiegend aus Einfamilienhäusern bestehender Ort.

## Geschichte
St Clair befindet sich auf traditionellem Land der Darug. Der Name des Ortes stammt von einem Grundstück, das sich im Besitz der Cambridge Credit Corporation befand. Dieses Unternehmen meldete in den frühen 1970er-Jahren Konkurs an, womit deren Ländereien an die Land Commission (heute Landcom) übertragen wurden. Die erste staatliche Erwähnung erfolgte 1981.

## Demographie
Mit Stand von 2021 hatte St Clair 19.942 Einwohner, von denen 17.571 die australische Staatsangehörigkeit besaßen. 740 Personen im Ort waren Aborigines. Weitere acht Einwohner waren Torres-Strait-Insulaner.
In St Clair wohnten mit 704 Menschen (3,53 %) überdurchschnittlich viele Personen aus den Philippinen (Landesweit: 1,16 %). Weitere Einwohner, die im Ausland geboren wurden, kamen aus Neuseeland (510), Indien (494) und England (399).
Das Medianalter lag bei 36 Jahren. Das mittlere Einkommen pro Person betrug 849 Australische Dollar, das mittlere Haushaltseinkommen lag bei 2067 AUD, womit es zu den höheren Haushaltseinkommen im landesweiten Vergleich (1746 AUD) zählte.

## Öffentliche Einrichtungen
In St Clair gibt es insgesamt sechs Bildungseinrichtungen, darunter die St Clair Public School. Weiter gibt es 29 Parks sowie acht öffentliche Sportstätten. Der Ort beherbergt eine Filiale der Australia Post.
Das Zentrum des Ortes bildet ein kleines Einkaufszentrum, das unter anderem mit einem Woolworths-Supermarkt, Restaurants und Arztpraxen ausgestattet ist. An der Ecke Melville Road und Moore Street befindet sich ein weiteres Nahversorgungszentrum. Am Ortseingang an der Mamre Road befindet sich das Blue Cattle Dog Hotel.